# Deu Rolo de Novo
Deu Rolo de Novo é o quarto álbum ao vivo da dupla sertaneja brasileira Guilherme & Benuto, lançado em 1 de fevereiro de 2024 pela Sony Music. É um projeto que dá continuação ao sucesso do álbum anterior Deu Rolo In Goiânia, de 2023.

## Antecedentes e gravação
Em 2022, Guilherme & Benuto gravaram, em Goiânia, o terceiro álbum ao vivo Deu Rolo In Goiânia, com as participações especiais Guilherme & Benuto gravaram o show em 18 de maio de 2022, no Laguna Gastrobar, em Goiânia, com as participações das duplas sertanejas Hugo & Guilherme e Matheus & Kauan, o cantor de forró Xand Avião e o grupo Turma do Pagode. O álbum contém os sucessos Haja Colírio, com a dupla Hugo & Guilherme, e Assunto Delicado, com o cantor Xand Avião, além de Esse B.O é Meu, com Matheus & Kauan, que iniciou o ano de 2023 em 1º lugar nas paradas musicais.

Devido ao sucesso, em 14 de março de 2023, dois dias antes do lançamento do álbum em questão, Guilherme & Benuto gravaram, no Red Eventos, em Jaguariúna, interior de São Paulo, o Deu Rolo de Novo, com 15 faixas inéditas e as participações especiais dos cantores Simone Mendes e Wesley Safadão e da dupla Maiara & Maraisa.
"Entregar esse projeto é uma realização! Nosso primeiro rolo em Goiânia deu bom demais, o nosso trabalho alcançou posições incríveis uma atrás da outra. Então, agora é hora de dar rolo de novo", comenta Guilherme. 
Benuto completa: "Esse é o quarto DVD da nossa carreira, eu e meu irmão colocamos pra quebrar nos últimos 30 dias e ver aqui que deu certo, os nossos fãs esgotaram o evento, cantaram cada música, que momento especial"

## Lançamento
Depois de 2 EPs lançados em 2023, além de singles como Manda um Oi, com participação especial da cantora Simone Mendes, e Corpo Sexy, com Maiara & Maraisa, o álbum completo foi lançado em 1 de fevereiro de 2024, sendo mais um com a produção de Felipe Arná, assim como o álbum anterior.

## Lista de faixas
| N.º | Título                                | Compositor(es)                                                              | Duração |  |
| 1.  | "Manda um Oi" (part. Simone Mendes)   | Cristhyan Ribeiro Douglas Mello Flavinho Tinto Matheus Marcolino Nando Marx | 2:46    |  |
| 2.  | "Poeirão"                             | Cinara Sousa Guilherme Simini Henrique Alves Higor Neto Wallas Dias         | 2:42    |  |
| 3.  | "Queda de Braço"                      | Dias Alex Alves Clebinho Felipe Salles Felipe Viana Juliano Couto           | 2:45    |  |
| 4.  | "Corpo Sexy" (part. Maiara & Maraisa) | Léo Souzza Mateus Felix Rodolfo Alessi Tiago Marcelo                        | 2:30    |  |
| 5.  | "Na Corrida"                          | Gustavo Henrique Matheus Cott Thales Gui William Daniel                     | 2:08    |  |
| 6.  | "6 Graus Abaixo de Zero¹"             | Benicio Neto Junior Gomes Vinicius Poeta                                    | 2:24    |  |
| 7.  | "Milionário" (part. Wesley Safadão)   | Amanda Valverde Chay Moraes Diego Yure João Vitor JV                        | 2:34    |  |
| 8.  | "Padrão Solteiro"                     | Felipe KeF Kaique KeF Philipe Pancadinha Renato Sousa                       | 2:33    |  |
| 9.  | "Ex Gaveta"                           | Mello Tinto Marx Anajuh Lucas Papada                                        | 2:41    |  |
| 10. | "Carolina Herrera"                    | Lucas Ing Mateus Candotti Matheus Costa                                     | 3:01    |  |
| 11. | "Ciúme Louco"                         | Marcelo Henrique Matheus Di Pádua Will Bucci                                | 2:21    |  |
| 12. | "Dono do Som"                         | Pancadinha Gui Artioli Nuto Artioli Kaique KeF Renato                       | 2:28    |  |
| 13. | "Último Solteiro"                     | Marcolino Felipe KeF Thales Lessa                                           | 3:02    |  |
| 14. | "Novo Perfil"                         | G. Artioli Marcolino Bucci Felipe Marins                                    | 3:06    |  |
| 15. | "Álcool e Saudade"                    | G. Artioli Ribeiro Bucci Zezé Garcia                                        | 2:26    |  |
| 16. | "Oficial"                             | De Ângelo Marco Carvalho                                                    | 2:48    |  |

1. A música 6 Graus Abaixo de Zero foi gravada originalmente pela dupla Breno & Caio Cesar, depois por Diego & Victor Hugo, antes dessa versão de Guilherme & Benuto

## Repercussão
Em entrevista ao portal G1, a dupla revelou que pretende fazer o nome Deu Rolo se tornar uma marca privada para que os irmãos possam criar festivais pelo Brasil, tendência que tem sido executada por Gusttavo Lima, com o Buteco, Luan Santana, com Luan City, e Hugo & Guilherme, com o No Pelo 360.
Mais uma vez a dupla alcançou números significativos para a carreira com essas músicas citadas acima, resultando na renovação contratual na gravadora Sony Music, onde estão desde o começo, e discos de diamante triplo. A dupla celebrava mais de 13 milhões de ouvintes no Spotify.

A faixa Manda Um Oi esteve em 4º lugar na Hot 100 e a dupla ficou na 7ª posição da lista Artistas 25, ambas da Billboard Brasil.